# Patrick Schorr
Patrick Schorr (* 13. Oktober 1994 in Frankfurt am Main) ist ein deutscher Fußballspieler.

## Karriere

### Vereine
Er fing mit sechs Jahren beim 1. FC 06 Weißkirchen mit dem Fußball spielen an und spielte anschließend neun Jahre in der Jugendabteilung von Eintracht Frankfurt.
Er wurde mit dieser 2009 deutscher B-Jugendmeister. Im Sommer 2011 wechselte er mit Hilfe seines Beraters Alen Augustincic zur A-Jugend der TSG Hoffenheim und wurde dort Stammspieler.
Am 27. April 2013 hatte er seinen ersten Bundesligaeinsatz. Im Spiel gegen den 1. FC Nürnberg wurde er in der 67. Minute für Stefan Thesker eingewechselt. Anfang Januar 2015 verlängerte Schorr seinen Vertrag bei der TSG bis zum 30. Juni 2017 und wechselte bis zum 30. Juni 2015 auf Leihbasis in die 2. Bundesliga zum FSV Frankfurt.
Vor der Saison 2015/16 wechselte er zur U23 des 1. FSV Mainz 05. Nachdem Schorr mit der U23 der Mainzer aus der 3. Liga abgestiegen war, wechselte er zum VfR Aalen. Er erhielt einen Zweijahresvertrag, der nach dem Abstieg des VfR nicht mehr verlängert wurde.
Stattdessen wechselte der Verteidiger im Frühjahr 2019 ablösefrei zum FC Carl Zeiss Jena, bei dem er einen bis Juni 2021 gültigen Vertrag erhielt. Bei Carl Zeiss kam er nicht über die Rolle des Ergänzungsspielers hinaus. Nach Jenas Abstieg aus der 3. Liga am Ende der Saison 2019/20 wurde er zur Saison 2020/21 vom Hessenligisten Türk Gücü Friedberg verpflichtet. Dort war er fünf Jahre lang aktiv, ehe er sich 2025 dem Ligakonkurrenten FC Eddersheim anschloss.

### Nationalmannschaft
Im Oktober 2011 berief ihn Bundestrainer Christian Ziege erstmals in die deutsche U18-Nationalmannschaft, für die er insgesamt drei Spiele bestritt. Am 6. September 2013 spielte Schorr erstmals für die U20-Nationalmannschaft. Beim 2:0-Sieg gegen die Auswahl Polens in Pfullendorf im Rahmen einer „Internationalen Spielrunde“ (mit Italien, Polen und der Schweiz) wurde er für Jannik Bandowski, einem weiteren U20-Debütanten, zur zweiten Halbzeit ausgewechselt.